# Mallotus yunnanensis
Mallotus yunnanensis är en törelväxtart som beskrevs av Ferdinand Albin Pax och Käthe Hoffmann. Mallotus yunnanensis ingår i släktet Mallotus och familjen törelväxter. Inga underarter finns listade i Catalogue of Life.